# Isabelle Haverlag
Isabelle Haverlag (* 4. März 2001) ist eine niederländische Tennisspielerin.

## Karriere
Haverlag spielt hauptsächlich auf Turnieren der ITF Women’s World Tennis Tour, wo sie bislang 14 Doppeltitel gewann.

## Turniersiege

### Doppel
| Nr. | Datum             | Turnier             | Kategorie      | Belag             | Partnerin             | Finalgegnerinnen                          | Ergebnis          |
| --- | ----------------- | ------------------- | -------------- | ----------------- | --------------------- | ----------------------------------------- | ----------------- |
| 1.  | 10. März 2018     | Amiens              | ITF $15.000    | Sand (Halle)      | Julie Belgraver       | Lara Salden Camille Sireix                | 7:64, 6:2         |
| 2.  | 9. November 2019  | Solarino            | ITF W15        | Teppich           | Anna Popescu          | Maria Masini Anastasia Piangerelli        | 6:1, 6:1          |
| 3.  | 20. März 2021     | Monastir            | ITF W15        | Hartplatz         | Anastassija Pribylowa | Rina Saigō Yukina Saigō                   | 6:3, 6:1          |
| 4.  | 27. März 2021     | Monastir            | ITF W15        | Hartplatz         | Anastassija Pribylowa | Anastasia Kulikova Yasmine Mansouri       | 6:3, 6:1          |
| 5.  | 3. April 2021     | Monastir            | ITF W15        | Hartplatz         | Anastassija Pribylowa | Alexandra Osborne Andrea Renee Villarreal | 6:3, 6:1          |
| 6.  | 6. Februar 2022   | Scharm asch-Schaich | ITF W25        | Hartplatz         | Justina Mikulskytė    | Irina Fetecău Simona Waltert              | 6:1, 6:2          |
| 7.  | 3. April 2022     | Croissy-Beaubourg   | ITF W60        | Hartplatz (Halle) | Justina Mikulskytė    | Sofja Lansere Oxana Selechmetjewa         | 6:4, 6:2          |
| 8.  | 2. Juli 2022      | Den Haag            | ITF W25        | Sand              | Jasmijn Gimbrère      | Nikki Redelijk Bente Spee                 | 6:2, 6:4          |
| 9.  | 20. Mai 2023      | Bodrum              | ITF W60        | Sand              | Oana Gavrilă          | Ayla Aksu Harriet Dart                    | 6:4, 7:63         |
| 10. | 9. März 2024      | Trnava              | ITF W75        | Hartplatz (Halle) | Anna Rogers           | Liang En-shuo Tang Qianhui                | 6:3, 4:6, [12:10] |
| 11. | 12. Oktober 2024  | Bratislava          | ITF W75        | Hartplatz (Halle) | Jelena Pridankina     | Katarína Kužmová Nina Vargová             | 7:5, 6:2          |
| 12. | 2. November 2024  | Hamburg             | ITF W75        | Hartplatz (Halle) | Madeleine Brooks      | Riya Bhatia Lian Tran                     | 6:3, 6:2          |
| 13. | 30. November 2024 | Trnava              | ITF W75        | Hartplatz (Halle) | Madeleine Brooks      | Anastasia Dețiuc Aneta Kučmová            | 7:65, 6:1         |
| 14. | 8. März 2025      | Trnava              | ITF W75        | Hartplatz (Halle) | Jelena Pridankina     | Magali Kempen Jessika Ponchet             | 6:2, 6:3          |
| 15. | 14. Juni 2025     | Ilkley              | WTA Challenger | Rasen             | Simona Waltert        | Witalija Djatschenko Eden Silva           | 6:1, 6:1          |